# Pedro Joaquín Coldwell

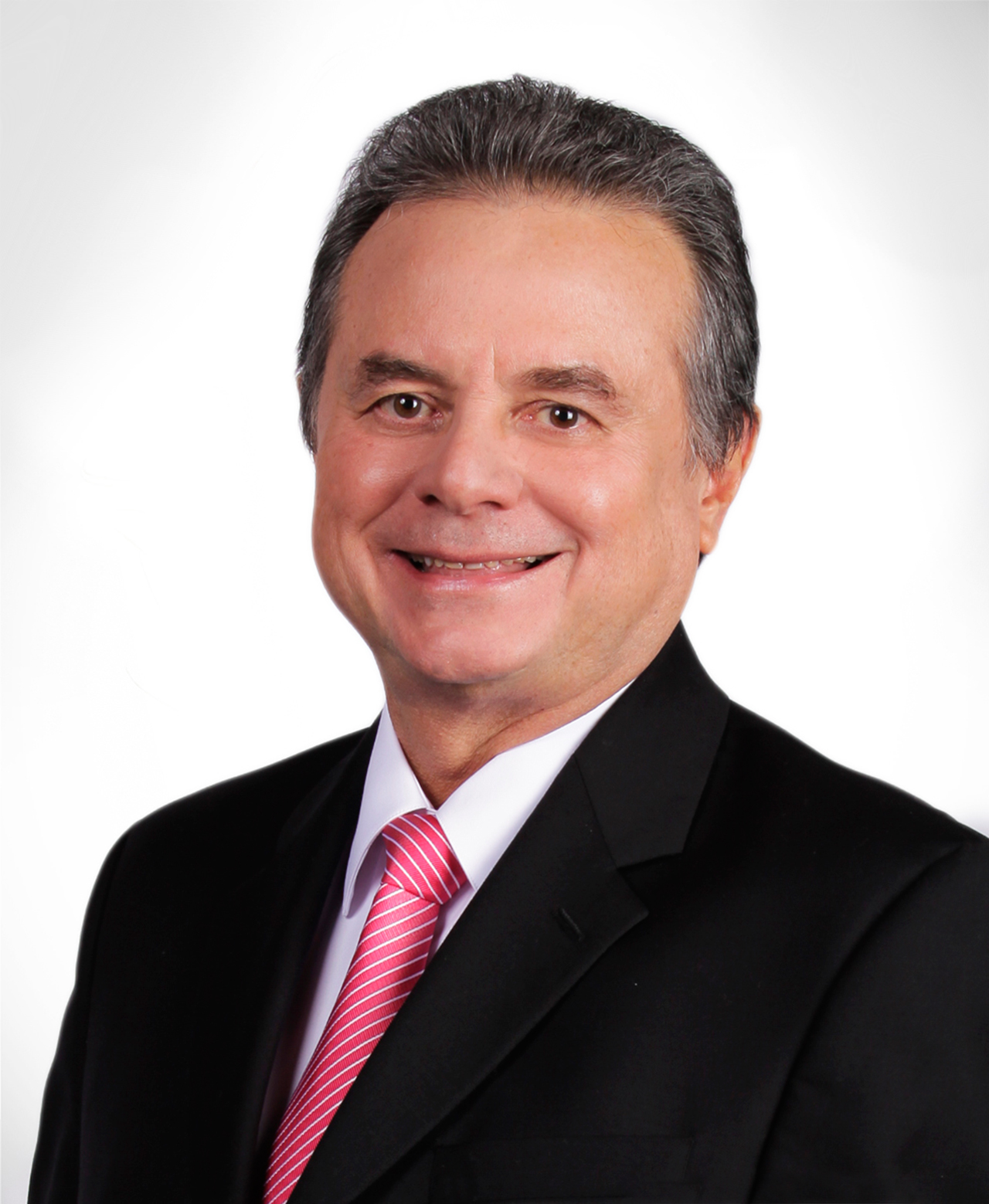
Pedro Joaquín Coldwell

Pedro Joaquín Coldwell (Cozumel, 5 augustus 1950) is een Mexicaans politicus van de Institutioneel Revolutionaire Partij (PRI).
Joaquín studeerde rechtsgeleerdheid aan de Ibero-Amerikaanse Universiteit. Van 1979 tot 1981 zat hij in de Kamer van Afgevaardigden en in 1981 werd hij gekozen tot gouverneur van zijn geboortestaat Quintana Roo. Van 1990 tot 1993 was hij minister van toerisme. Na de moord op Luis Donaldo Colosio werd hij getipt als presidentskandidaat voor de PRI, maar in plaats van Joaquín werd Ernesto Zedillo aangewezen. In de jaren 90 was hij coördinator van het vredesproces in Chiapas en ambassadeur in Cuba.
Sinds 2006 zit Joaquín Coldwell in de Kamer van Senatoren. Zijn zuster Addy Joaquín Coldwell is eveneens politiek actief.
Joaquín werd op 8 december 2011 benoemd tot voorzitter van de PRI na het aftreden van Humberto Moreira.